# Tripitaka Koreana
Le Tripitaka Koreana (Goryeo Daejanggyeong, « Tripitaka de la dynastie Goryeo ») est un recueil de textes sacrés bouddhiques gravé sur ordre de la dynastie Goryeo de Corée (918-1392 apr. J.-C.) au XIe siècle. Il s'agit de plaques d’impression, sous forme de planchettes de bois, où les idéogrammes sont gravés à l’envers (elles ne sont donc pas destinées à être lues directement). Le texte est composé en hanja : langue coréenne transcrite en caractères chinois. Fabriqué entre 1011 et 1082, détruit dans un incendie en 1232 puis réédité de 1237 à 1248 ou 1251  et conservé intact depuis, il s'agit de la plus ancienne et plus complète version intacte du canon bouddhiste ; il servit de référence pour les éditions du canon bouddhiste compilées aux XIXe et XXe siècles.
Une autre appellation connue est le Palman Daejanggyeong (« Tripitaka des quatre-vingt mille »), en raison du nombre des tablettes qui le composent : 81 258 planchettes de bois, taillées sur les deux côtés, organisées en 1 496 titres et 6 568 volumes. Les plachettes de bois sont issus de 10 essences différentes, méticuleusement choisies, traitées et laquées pour être conservées et servir aux impressions. Un bureau d'impression a été établi dans l'Académie nationale en 1101 et la collection du gouvernement de Goryeo en compte plusieurs dizaines de milliers. Il est conservé dans le temple d'Haeinsa Janggyeong Panjeon depuis 1398, dans un bâtiment spécialement conçu et dédié qui, contrairement à d'autres du complexe, n'a jamais brulé.

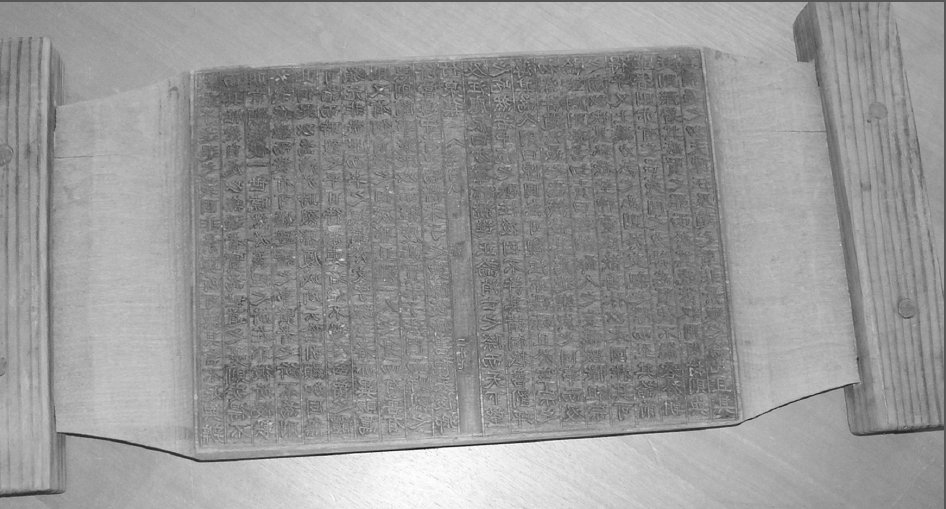
Planchette de bois, conservée au Library of Congress à Washington, DC, USA.

Cet ensemble de planchettes de bois a été inscrit en 2007 au registre international « Mémoire du monde » en tant que patrimoine documentaire de la république de Corée par l'UNESCO et a été recensé comme trésor national no 32 par l'administration de l'héritage culturel de Corée.

## Histoire

### Fabrication
Le Tripitaka Koreana original est fabriqué de 1011 à 1087 en pleine période de guerre entre Goryeo et l'Empire Khitan. Il contenait 6 000 tablettes. Le Tripitaka Koreana original est détruit en 1232 lors d'un incendie pendant les invasions mongoles de la Corée.
Le nouveau Tripitaka Koreana est fabriqué en douze ans de 1237 à 1248 ou en seize ans de 1237 à 1251. La fabrication commence lors des invasions mongoles de la Corée au milieu du XIIIe siècle.
Une première étude réalisée en 1996 montre que les principales essences utilisées appartiennent aux genres Cerasus (syn. Prunus), pour plus de la moitié des échantillons analysés, et aux genres Pyrus, Betula, Cornus, Acer, Machilus (en), Salix, et Daphniphyllum pour les autres. Leur identification au niveau spécifique a été confirmée en 2017 sur base de l'analyse mathématique d'images de coupes fines comparées avec des échantillons en provenance des collections de l'institut coréen de promotion forestière du Korea Forest Service (en) et de la xylothèque de l'université de Kyoto.
Le bois des planches a été extrait d'arbres de plus de 50 ans pendant l'hiver, les troncs étant plus denses.Afin de rendre le bois plus résistant à la moisissure tout en conservant la forme du bois, les bûches furent conservées pendant trois ans dans l'eau de mer ; elles furent bouillies dans l'eau salée qui permit la préservation du bois de moisissure et la répartition de l'humidité de façon égale. Un séchage et une ventilation du bois suivirent. Les planches furent poncées et la surface polie. Les inscriptions purent alors être gravées sur les 81 258 tablettes de bois.
Une fois la gravure terminée, une couche de laque fut passée sur les planches afin de protéger le bois contre les insectes, l'eau et les produits chimiques. Des baguettes de bois rectangulaires furent ajoutées sur chaque bord afin d'empêcher les planches de se voiler. Les coins furent décorés de garnitures de cuivres constituées à 99,6 % de cuivre pur, pureté rare au XIIIe siècle. Les clous utilisés pour les fixer étaient eux épurés entre 94,5 % et 96 % et peu d'entre eux ont subi de corrosion.

### Préservation

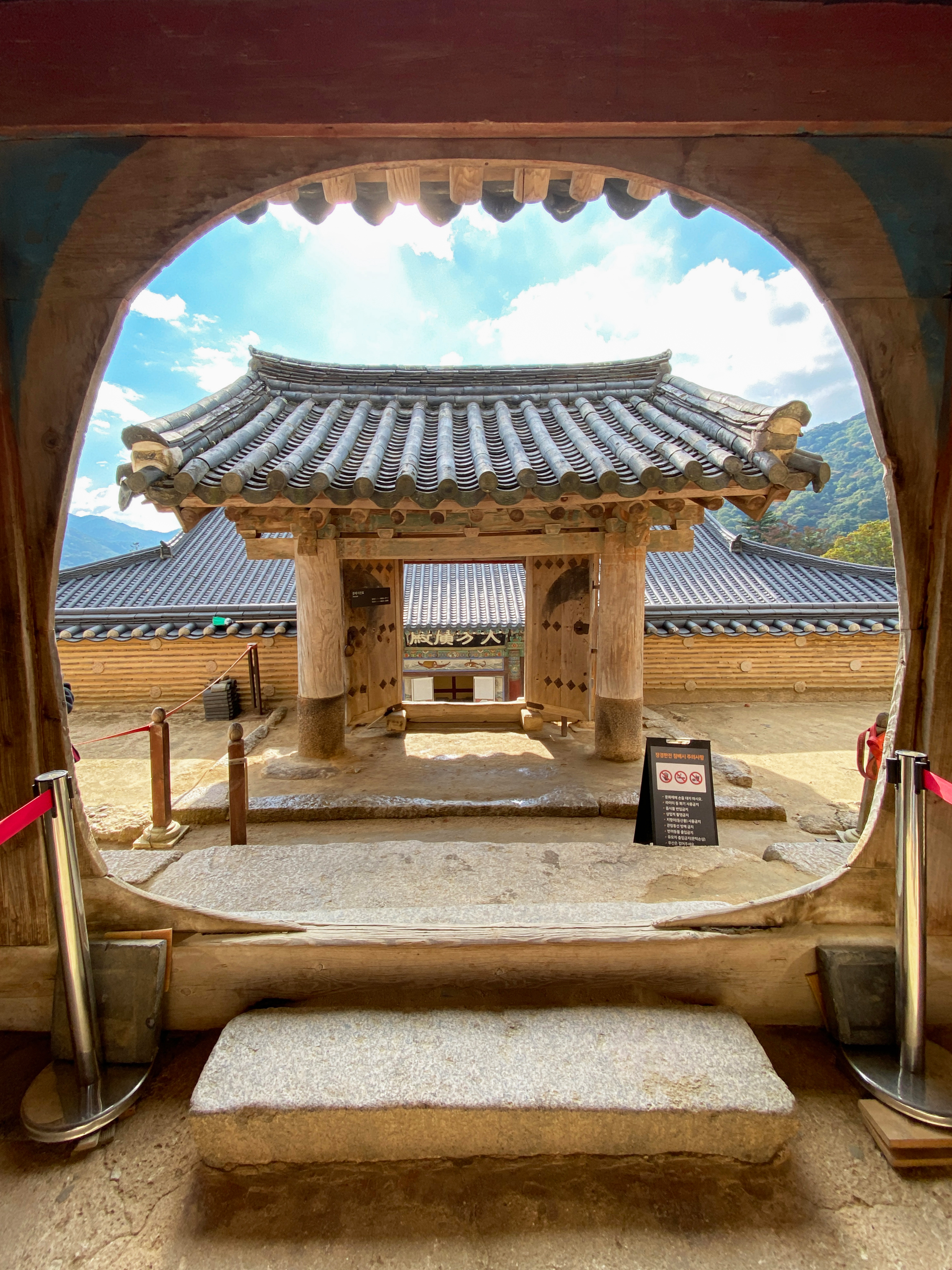
Entrée du Tripitaka Koreana

Le Tripitaka Koreana a été entreposé sur l'île de Kanghwa avant d'être déplacé dans le temple de Haeinsa en 1398 où il continue d'être préservé de nos jours. Le Tripitaka Koreana et le temple Haeinsa sont inscrits au patrimoine mondial de l'UNESCO depuis 2007.
Le temple est le plus grand complexe de bois dans le monde et d'une conception unique malgré une apparence simple. Le temple Haeinsa, structuré en de longues allées abritant les tablettes du Tripitaka Koreana, repose sur des fondations solides avec deux fenêtres sur chaque mur, une haute et une basse, qui permettent de garder une température stable à l'intérieur du bâtiment. Ainsi, bien que le bâtiment fasse 1 205 m2 et ne dispose pas de climatisation ou de chauffage, la température à l'intérieur ne varie que de 5 °C pour 10 °C à l'extérieur. Les fenêtres sont dimensionnées de tailles différentes de sorte que le flux d'air naturel soit maximisé ; sur le mur de devant du bâtiment sud, les fenêtres basses sont quatre fois plus larges que les fenêtres hautes ; sur le mur de devant du bâtiment nord, les fenêtres basses sont 4,6 fois plus larges ; sur le mur de devant du bâtiment nord, les fenêtres basses sont 1,5 fois plus larges. Cette conception permet à l'air frais de circuler dans tout le bâtiment avant de sortir du côté opposé par les ouvertures prévues à cet effet. À ceci s'ajoute la constitution en terre des murs et du sol. Le tout permet de maintenir une température fraîche lors des chaleurs d'été et de conserver l'humidité à un niveau stable.
Les tablettes sont déposées sur des étagères de poutrelles équarries et épaisses comme des livres. Les tablettes sont installées en deux lignées horizontales l'une au-dessus de l'autre. L'extrémité des tablettes étant plus épaisse que le centre, la circulation du courant d'air permettant de réguler l'humidité et la température est facilitée.
Au cours de son existence, le temple Haeinsa connaît sept incendies. Cependant, le Tripitaka Koreana et le bâtiment qui l'abrite sont sortis épargnés à chaque incendie. Dans les années 1960, le président Park Chung-hee souhaite bâtir un nouvel entrepôt moderne afin d'abriter le Tripitaka Koreana en réduisant le risque d'incendie. Cependant, l'apparition de moisissures sur une partie du Tripitaka Koreana lors d'une période d'essai sur le nouveau site entraîne l'abandon du projet.
D'autres avantages que présente le temple continuent d'être étudiés de nos jours, comme le fait que les insectes et les animaux se tiennent éloignés des bâtiments.